# Locquirec
Locquirec är en kommun i departementet Finistère i regionen Bretagne i västra Frankrike. Kommunen ligger i kantonen Lanmeur som tillhör arrondissementet Morlaix. År 2022 hade Locquirec 1 543 invånare.

## Befolkningsutveckling
Antalet invånare i kommunen Locquirec
Referens:INSEE